# Gara Cilibia
Gara Cilibia – wieś w Rumunii, w okręgu Buzău, w gminie Cilibia. W 2011 roku liczyła 363 mieszkańców.